# Thripastichus gentilei
Thripastichus gentilei är en stekelart som först beskrevs av Del Guercio 1931.  Thripastichus gentilei ingår i släktet Thripastichus och familjen finglanssteklar. Inga underarter finns listade i Catalogue of Life.